# Quận Middlesex, Connecticut
Quận Middlesex là một quận thuộc tiểu bang Connecticut, Hoa Kỳ. Năm 2010, dân số quận là 165.676 người. Quận được lập năm 1785 từ một số khu vực của quận Hartford và New London. Giống như các quận khác của tiểu bang, không có chính quyền quận do đó không có quận lỵ.

## Địa lý
Theo điều tra dân số Hoa Kỳ 2000, quận có tổng diện tích 439,07 dặm vuông (1.137,2 km2), trong đó 369,26 dặm vuông (956,4 km2) (84,10%) là diện tích đất và 69,81 dặm vuông (180,8 km2) (15,90%) là diện tích mặt nước.
Đỉnh cao nhất là gần đến một trạm tam giác trong rừng bang Meshomasic, với độ cao 916 foot (279 m) trên mực nước biển, điểm thấp nhất là mực nước biển.
Quận Middlesex có thác Wadsworth.